# I-divisioona 1983
La I-divisioona 1983 è la 1ª edizione del campionato di football americano di secondo livello, organizzato dalla SAJL.
Non sono noti i risultati degli incontri.

## Squadre partecipanti
| Club                 | Città     | Stadio | Sponsor ufficiale | Risultato nella stagione 1982 |
| -------------------- | --------- | ------ | ----------------- | ----------------------------- |
| East City Giants II  | Helsinki  |        |                   |                               |
| Jääkarhut            | ?         |        |                   |                               |
| Jyväskylä Rangers    | Jyväskylä |        |                   |                               |
| Oulu Northern Lights | Oulu      |        |                   |                               |
| Pori Bears           | Pori      |        |                   |                               |
| Tampere Rocks        | Tampere   |        |                   |                               |

## Stagione regolare

### Classifica
La classifica della regular season è la seguente:
- PCT = percentuale di vittorie, G = partite giocate, V = partite vinte,  P = partite perse, PF = punti fatti, PS = punti subiti

| Pos. | Squadra              | PCT   | G | V | N | P | PF  | PS  |
| ---- | -------------------- | ----- | - | - | - | - | --- | --- |
| 1    | Oulu Northern Lights | 1.000 | 5 | 5 | 0 | 0 | 139 | 21  |
| 2    | Pori Bears           | .800  | 5 | 4 | 0 | 1 | 73  | 52  |
| 3    | Tampere Rocks        | .400  | 5 | 2 | 0 | 3 | 77  | 57  |
| 4    | East City Giants II  | .400  | 5 | 2 | 0 | 3 | 55  | 99  |
| 5    | Jyväskylä Rangers    | .200  | 5 | 1 | 0 | 4 | 45  | 109 |
| 6    | Jääkarhut            | .200  | 5 | 1 | 0 | 4 | 31  | 82  |

## Verdetti
- Oulu Northern Lights Vincitori della I-divisioona 1983